# أيوب ثابت
أيُّوب ثابت (يُلفظ محليًّا أيُّوب تابت) هو سياسي وطبيب لبناني بروتستانتي. وُلد في بلدة بحمدون في جبل لبنان واستوطن بيروت فيما بعد. تولى رئاسة الجمهورية خلال فترة الانتداب الفرنسي من 19 مارس 1943 إلى 21 يوليو 1943. كما تولى رئاسة الوزراء من 30 يناير 1936 إلى 5 يناير 1937. بقي عازبًا، وكان يؤثر العزلة ويصطاف في بحمدون بعيدًا عن الناس.
كان من جملة الذين اشتركوا في المؤتمر العربي الأول في باريس (يونيو 1913). تنص وثائق الجمعية الإصلاحية في بيروت على أن «الدكتور أيوب أفندي ثابت» انتُخب كاتم السر للجمعية (أي أمين السر)، وكان من أعضائها الشيخ أحمد حسين طبارة، وسليم علي سلام، ومحمد إبراهيم طبارة، وكامل الصلح، وأحمد مختار بيهم، ورزق الله قرقش، وجان تويني، وألبير سرسق، ومحمد الفاخوري، وبترو طراد، ويوسف الهاني، وغيرهم. وكانت جريدة «المفيد» للشهيد عبد الباسط العريسي تُعنى بإبراز أخبار هذه الجمعية تحت باب اسمه «حوادث البلد».
مع اندلاع الحرب العالمية الأولى هرب ثابت خوفًا من بطش الحكومة الاتحادية العثمانية وذهب إلى فرنسا، ومنها إلى نيويورك حيث اندفع يهاجم الحكم العُثماني في البلاد العربية. في أثناء إقامته هناك جمع الأموال والتبرعات مع الأديب جبران خليل جبران لدعم الثورة العربية الكبرى. ولما انتهت الحرب عاد أيوب ثابت مع أول العائدين إلى بيروت، ونشط مع «رابطة الطوائف المسيحية» في المطالبة بالانتداب الفرنسي على لبنان وسوريا. ثم انتخب نائبًا عن الأقليات في بيروت. واشتهر ثابت في الحكم بصلابته في اتخاذ قرارات اجتماعية وسلوكية لم يحد عنها رغم معارضتها من الناس. فقد حارب زمور السيارات فمنع التزمير منعًا باتًا. ومن عاداته تشديده على الموظفين بضبط مواعيد الدوام، ومعاقبته من يخالف التعليمات بشدة. كما منع شرب القهوة في الدوائر الرسمية حتى ضج النواب والوزراء والمديرون وكبار الموظفين. ولما استقال من الوزارة أعادوا شرب القهوة إلى سابق عهده.
وقضى أيوب ثابت حياة برلمانية صاخبة. فما تمت مداورة على الحكومة في رئاسة شارل دباس الأولى إلا كانت له فيها اليد الكبرى بالاتفاق مع صديقه اللدود إميل إده. ولم تعرف وزارة من وزارات عهد الانتداب الضجات التي كانت تثيرها وزارات أيوب ثابت. فهو، بحسب وصف بشارة الخوري: «عنيف مقدام صريح في صداقاته وتعصبه وخصوماته، نزيه الكف، وفيّ العهد».
وفي 19 مارس 1943 تولّى أيوب ثابت رئاسة الدولة ووزعت الوزارات على معاونيه الوزيرين الأمير خالد شهاب وجواد سمعان بولس. ورأى الناس أن عهدًا جديدًا قد يأتي بالخير على لبنان. لكن هذا الأمل المشروع لم يتحقق، إذ إن الرئيس ثابت أدخل تعديلًا خطيرًا في قانون الانتخابات رأت فيه الطوائف الإسلامية مسًا بحقوقها، إذ إن التعديل قد اعتمد على إحصاء جميع المغتربين في توزيع المقاعد، فنال المسيحيون سبعة مقاعد فوق المقاعد التي نالها المسلمون. وحاول بولس تنبيه ثابت إلى مخاطر المواجهة مع المسلمين، طالبًا إليه العودة عن قانون الانتخابات، وأن يُعد العُدَّة لقانون جديد لكن الرئيس المعين رفض ذلك وأصرَّ على إجراء الانتخابات، فتحرَّك الشارع واضطرب الرأي العام وبدأ الغليان، وقامت تظاهرات عاصفة هددت الأمن في لبنان كلّه، واتحد المسلمون والدروز لمقاطعة الانتخابات، وقد أثار هذا العمل الخشن الدول العربية الأُخرى، فهبّت لمساعدة المسلمين في احتجاجهم وحضتهم على مقاطعة الانتخابات، الأمر الذي أوجب عليها التدخل لدى أيوب ثابت وطلبت منه أن يعود عن قراره، فرفض وآثر الانسحاب من الحكم فعُيَّن بترو طراد مكانه.